# نیمه‌کار
نیمه‌کار، روستایی در دهستان لاتیدان بخش کهورستان شهرستان خمیر در استان هرمزگان ایران است. این روستا، مرکز دهستان لاتیدان است.
این روستا در ۶۵ کیلومتری شهر بندرخمیر قرار گرفته است. در روستای نیمه‌کار چشمه آب‌گرم به نام سیاه‌کُش وجود دارد که از بکرترین مناطق روستا است.
همچنین پلی تاریخی درنزدیکی این روستا وجود دارد به نام پل لاتیدان که در دوران صفویه ساخته شده است.

## وجه تسمیه
نیمه کار همچنین زادگاه پهلوان است که اولین بار در دوران صفویان در طی حمله شاه عباس به پرتغالی‌ها شکل گرفت که وظیفه اش حفاظت و نگه داردی از شاه راه لاتیدان بود و همچنین حفظ امنیت منطقه لاتیدان؛ امروزه از لاتیدان قدیم تنها پل بزرگ لاتیدان بجای مانده است که یکی از جاذبه‌های گردشگری استان هرمزگان است که در زمان شاه عباس برای عبور نیروهای نظامی از رودخانه بزرگ نیمه‌کار که در فصل‌های بارانی هرمزگان بیشتر شبیه به دریاچه است تا رودخانه برای حمله به بندرعباس توسط مهندسان نظامی ایران ساخته شد که به عنوان طولانی‌ترین پل عهد قدیم و ایران شناخته شده است. این پل هنوز هم یکی از جاذبه‌های جنوب ایران و استان هرمزگان است که در نیمه‌کار قرار دارد که البته این پل کمتر شناخته شده است و هنوز خیلی از ایرانی‌ها اطلاعاتی در مورد لاتیدان ندارند ولی به دلیل باران‌های زیاد و طغیان رود، بخش زیادی از آن تخریب شده است و متأسفانه از زمان ساخت تا الان مورد همت و تعمیر قرار نگرفته است اما قسمتی‌های از آن توسط مردم نیمه کار تعمیر و نگه داری شده است اما میراث فرهنگی هنوز توجه‌ای جدی برای نگه داری از این پل تاریخی از خود نشان نداده است.
در زمان‌های قدیم مردم روستا به کارهایی نظیر کشاورزی، دامداری و… مشغول بودند. در آن زمان، بزرگ‌مردهایی در روستا وجود داشت که دارای زمین کشاورزی زیادی بودند و مشخصا نمی‌توانستند همهٔ زمین‌ها را کشت کنند و در این میان بعضی از مردم که ضعیف‌تر بودند به‌صورت نیمه‌کاری آن‌جا مشغول بودند یعنی، بر روی زمین‌های بزرگ مردان کار می‌کردند و محصول را با هم نصف می‌کردند و از آنجا اسم این روستا، نیمه‌کار شد.

## جمعیت
بر پایه سرشماری عمومی نفوس و مسکن در سال ۱۳۹۵، جمعیت این روستا برابر با ۱٬۷۸۷ نفر (۴۸۹ خانوار) بوده است.